# Claviger
Claviger é um gênero de insetos, pertencente a família Formicidae.

## Espécies
- Claviger apenninus
- Claviger barbarus
- Claviger bartoni
- Claviger foveolatus
- Claviger handmanni
- Claviger longicornis
- Claviger montandoni
- Claviger nebrodensis
- Claviger nitidus
- Claviger pouzaui pouzaui
- Claviger pyrenaeus
- Claviger testaceus